# Орден Круне
Орден Круне је орден који је 5. априла 1930. основао краљ Александар I под називом Орден Југословенске круне у спомен на промену званичног назива Краљевине Срба, Хрвата и Словенаца у Краљевину Југославију. Орден који је додељиван у Краљевини Југославији а данас га додељује старешина краљевског дома Карађорђевића. Назив ордена је преложен још 1911. године. Ордену је 2002. године враћен првобитни назив који је први предложен.

## Историја
Пред почетак Балканских ратова 1911. године, председник владе Никола Пашић сачинио је прелог закона о оснивању ордена. Тај пројекат је реализован тек деветнаест година касније. Краљ Александар I оснивач ордена, био је регент Краљевине Србије од 1914, регент Краљевине Срба, Хрвата и Словенаца од 1918, а на престо је ступио 1921. Током 1929. године политичке кризе и растући снажни сепаратистички покрети у земљи натерали су Краља да привремено суспендује Устав и подстакне национално јединство, што је најзад довело до промене назива земље.
Орден је организован у 5 степени, а био је додељиван грађанима који су предњачили у раду на остваривању националног јединства и сарадње, или за заслуге према Круни, држави и нацији у јавним службама, као и страним држављанима, претежно за дипломатске заслуге. Орден (Југословенске) круне био је старији од Ордена Светог Саве, а носио се о тамно плавој траци. Орден је додељивала Круна. Орденске инсигније су израђивали Артис Бертран у Паризу (Француска) и Браћа Игенен у Ле Локлу (Швајцарска).
Данас орден поново додељује старешина краљевског дома Карађорђевића.
Ликовну инспирацију по узору на Орден југословенске круне имају одликовања у Аргентини и Чилеу.

## Изглед ордена
| Велики крст 1. степен | Велики официр 2. степен | Командир 3. степен | Официр 4. степен | Кавалир 5. степен |
| --------------------- | ----------------------- | ------------------ | ---------------- | ----------------- |
|                       |                         |                    |                  |                   |
|                       |                         |                    |                  |                   |

### Одликовани од 1930. до 1945.
- Краљ Александар I Карађорђевић, Орден Југословенске круне 1. реда, 1930.[а]
- Краљица Марија Карађорђевић, Орден Југословенске круне 1. реда, 1930.[3]
- Краљ Петар II Карађорђевић, Орден Југословенске круне 1. реда, 1930.[б]
- Принц Томислав Карађорђевић, Орден Југословенске круне 1. реда, 1930.[3]
- Принц Андреј Карађорђевић, Орден Југословенске круне 1. реда, 1930.[3]
- Кнез Арсен Карађорђевић, Орден Југословенске круне 1. реда, 1930.[3]
- Кнез Павле Карађорђевић, Орден Југословенске круне 1. реда, 1930.[3]
- Петар Бојовић, Орден Југословенске круне 1. реда, 1930.[3]
- Емило Белић, Орден Југословенске круне 2. реда, 1930.[4]
- Виктор Викерхаузер, Орден Југословенске круне 2. реда, 1930.[4]
- Ђура Докић, Орден Југословенске круне 2. реда, 1930.[4]
- Миливоје Зечевић, Орден Југословенске круне 2. реда, 1930.[4]
- Данило Калафатовић, Орден Југословенске круне 2. реда, 1930.[4]
- Милан Недић, Орден Југословенске круне 2. реда, 1930.[4]
- Петар Пешић, Орден Југословенске круне 2. реда, 1930.[4]
- Божидар Терзић, Орден Југословенске круне 2. реда, 1930.[4]
- Милош Васић, Орден Југословенске круне 3. реда, 1930.[4]
- Панта Драшкић, Орден Југословенске круне 3. реда, 1930.[4]
- Владимир Кондић, Орден Југословенске круне 3. реда, 1930.[4]
- Петар Косић, Орден Југословенске круне 3. реда, 1930.[4]
- Љубомир Марић, Орден Југословенске круне 3. реда, 1930.[4]
- Михаило Рашић, Орден Југословенске круне 3. реда, 1930.[4]
- Душан Симовић, Орден Југословенске круне 3. реда, 1930.[4]
- Душан Стефановић, Орден Југословенске круне 3. реда, 1930.[4]
- Радисав Станојловић, Орден Југословенске круне 3. реда, 1930.[4]
- Душан Трифуновић, Орден Југословенске круне 3. реда, 1930.[4]
- Боривоје Мирковић, Орден Југословенске круне 4. реда, 1930.[4]
- Леон Рупник, Орден Југословенске круне 4. реда, 1930.[4]
- Никола Тесла, Орден Југословенске круне 1. реда 1931.[3]
- Коча Поповић, Орден Југословенске круне 5. реда, 1931.[5]
- Иван Мохорич, Орден Југословенске круне 1. реда, 1932.[3]
- Лазар Т. Стојадиновић, Орден Југословенске круне 4. реда, 1932.[6]
- Ристо Ђурић, Орден Југословенске круне 5. реда, 1932.[7]
- Ђорђе Стефановић, Орден Југословенске круне 5. реда, 1934.[4]
- Јосиф Костић, Орден Југословенске круне 1. реда, 1936.[8]
- Пантелија Јуришић, Орден Југословенске круне 1. реда, 1936.[8][Note 1]
- Војислав Томић, Орден Југословенске круне 1. реда, 1936.[8]
- Богољуб Илић, Орден Југословенске круне 2. реда, 1936.[8][Note 1]
- Јеврем Дамјановић, Орден Југословенске круне 2. реда, 1936.[8][Note 1]
- Иван Докић, Орден Југословенске круне 2. реда, 1936.[8]
- Ратко Ракетић, Орден Југословенске круне 2. реда, 1936.[8]
- Петар Арачић, Орден Југословенске круне 2. реда, 1937.[9][Note 2]
- Љубомир Велебит, Орден Југословенске круне 3. реда, 1937.[9]
- Јован Дучић, Орден Југословенске круне 1. реда, 1937.[3]
- Патријарх српски Гаврило, Орден Југословенске круне 1. реда, 1938.[3]
- Блажо Врбица, Орден Југословенске круне 2. реда, 1938.[10]
- Гојко Ђурић, Орден Југословенске круне 2. реда, 1938.[10]
- Валтер фон Браухич, Орден Југословенске круне 1. реда 1939.[3]
- Драгутин Протић, Орден Југословенске круне 1. реда, 1939.[11]
- Урош Тешановић, Орден Југословенске круне 3. реда, 1939.[11]
- Виктор фон Херен, Орден Југословенске круне 1. реда 1939.[3]
- Хајнрих Химлер, Орден Југословенске круне 1. реда 1939.[3]
- Балдур фон Ширах, Орден Југословенске круне 1. реда 1939.[3]
- Артур Флепс, Орден Југословенске круне 2. реда 1939.[12]
- Иван Шубашић, Орден Југословенске круне 1. реда 1939.[13]
- Слободан Јовановић, Орден Југословенске круне 1. реда, 1940.[14]
- Драгиша Пандуровић, Орден Југословенске круне 2. реда, 1940.[15]
- Жарко Рувидић, Орден Југословенске круне 2. реда, 1940.[15]
- Арсо Јовановић, Орден Југословенске круне 5. реда 1940.[16]
- Коста Илић - Турчин, Орден Југословенске круне 4. реда, 1940.[15]
- Роман Дембицки, Орден Југословенске круне 1. реда, 1942.[17]
- Густав Пашкијевић, Орден Југословенске круне 3. реда, 1942.[17]
- Краљица Александра Карађорђевић, Орден Југословенске круне 1. реда, 1944.[3]
- Престолонаследник Александар Карађорђевић, Орден Југословенске круне 1. реда, 1945.[в]

### Одликовани од 1945. до 2002.
- Бранко Терзић, Орден Југословенске круне 2. реда, 1976.[3]
- Принц Петар Карађорђевић, Орден Југословенске круне 1. реда, 1980.[3]
- Принц Филип Карађорђевић, Орден Југословенске круне 1. реда, 1982.[3]
- Принц Александар Карађорђевић, Орден Југословенске круне 1. реда, 1982.[3]

### Одликовани од 2002.
- Никола Тасић, Орден Круне 1. реда, 2007.[3]
- Миленко Зебић, Орден Круне 1. реда, 2009.[3]
- Бора Драгашевић, Орден Круне 1. реда, 2012.[18]
- Оливер Антић, Орден Круне 1. реда, 2013.[19]
- Радош Бајић, Орден Круне 3. реда, 2015.[20]
- Марко Бумбаширевић, Орден круне 1. реда 2017.[21]
- Владимир Гајић, Орден круне 1. реда 2017.[21]
- Љубодраг Грујић, Орден круне 1. реда 2017.[21]
- Драгослав Мицић, Орден круне 1. реда 2017.[21]
- Војислав Миловановић, Орден круне 1. реда 2017.[21]
- Миладин Милошевић, Орден круне 1. реда 2017.[21]
- Момчило Павловић, Орден круне 1. реда 2017.[21]
- Мирко Петровић, Орден круне 1. реда 2017.[21]
- Милорад Савићевић, Орден круне 1. реда 2017.[21]
- Димитрије Стефановић, Орден круне 1. реда 2017.[21]
- Зоран Трифуновић, Орден круне 1. реда 2017.[21]

### Белешке
1. 1 2 3  Одликовани и 3. редом. (1930. године).
2. ↑  Одликовани и 4. редом. (1930. године).